# Мелень-Забрамна Ольга Мар'янівна
Ольга Мар'янівна Мелень-Забрамна (народилася 3 січня 1980 у Львові) — українська юристка і екологічна активістка. Лауреат найпрестижнішої міжнародної премії в сфері охорони довкілля — екологічної премії Ґолдмана (2006).

## Біографія
У 2002 р. закінчила юридичний факультет Львівського національного університету ім. І. Франка та отримала диплом за спеціальністю «Правознавство», а також диплом перекладача професійної літератури.
У 2001 році розпочала свою діяльність у якості екологічного волонтера в Міжнародній благодійній організації «Екологія-Право-Людина», згодом обійняла посаду помічника юриста.
З 2002 року працювала юрисконсультом, а з середини 2005 року — керівником юридичного відділу.
У 2009 році отримала ступінь магістра екологічного права в Ноттінгемському університеті (Велика Британія).
У 2006 році отримала екологічну премію Ґолдмана. Працюючи адвокатом, використовувала легальні засоби для припинення будівництва каналу в дельті Дунаю, одній з найцінніших водних територій в світі. За свою діяльність Ольга була піддана нападкам з боку уряду, що був при владі до Помаранчевої революції.
У 2008 році Ольга була однією з п'яти українців, що брали участь в естафеті Олімпійського вогню перед Олімпіадою у Пекіні.